# Sonda III
O Sonda III, foi o terceiro foguete da família Sonda. Seguindo na mesma estratégia do Sonda II, ele era bem parecido, na concepção geral,
com o foguete Black Brant IV  de origem Canadense, no entanto com uma certa influência Francesa e usando como segundo estágio o mesmo motor 
do modelo Sonda II. A sua aparência, era a de um Black Brant IV  "atarracado" e mais potente.

## Origens
A partir de 1969, o Sonda III começou a ser projetado. Esse modelo, representou, sem dúvida, um grande avanço técnico em relação ao Sonda II. Além de possuir 
dois estágios, o que lhe dava um porte consideravelmente maior que o antecessor, trazia uma rede elétrica mais elaborada e carga útil instrumentada. No entanto, 
apesar de toda essa evolução técnica, foi na parte gerencial que o projeto do Sonda III mais se destacou.
Nesse aspecto, o Sonda II por exemplo, teve um gerenciamento muito pouco estruturado e documentado, até porque foi baseado num projeto bem conhecido da equipe
na época, o Black Brant III. Apesar de ter servido como uma excepcional escola, funcionando como elemento aglutinador de pesquisadores para a constituição de 
uma massa crítica de especialistas.

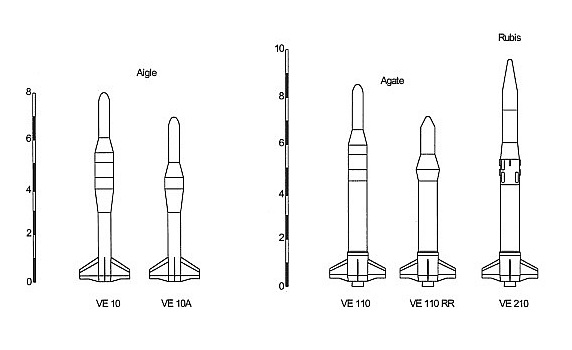
Diagrama dos primeiros foguetes SÉREB Franceses.

Esse diferencial no aspecto gerencial, se deveu à liderança do Eng. Jaime Alex Boscov (ITA-1959), que ao retornar ao Brasil em 1969, além de trazer planos para
um novo foguete, agregou a experiência obtida em dez anos de trabalho nas empresas Francesas Matra e Aérospatiale, que se fundiram depois e vieram a se 
tornar a EADS. Esse projeto, permitiu ao pessoal do CTA, se familiarizar com metodologias de trabalho e de engenharia muito mais sofisticadas e complexas,
envolvendo: análise de viabilidade, estudos preliminares para definição de configuração de referência, utilização de rede PERT, baseada em macro-eventos 
identificados em um plano de desenvolvimento prévio, entre outras. Diferente do projeto do Sonda II, que passou por nove diferentes gerentes, o Sonda III
teve apenas um, o Eng. Boscov.

## Desenvolvimento
O desenvolvimento do Sonda III teve início em 1971 e transcorreu sem maiores problemas durante os primeiros anos da década de 70. Cabe ressaltar que nessa 
época, ocorreu a primeira grande reestruturação das atividades espaciais no Brasil. Em 20 de Janeiro, foi criada Comissão Brasileira de Atividades Espaciais (COBAE), 
composta por representantes de vários Ministérios e diretamente vinculada à Presidência da República, para a definição da Política Nacional de Desenvolvimento 
das Atividades Espaciais (PNDAE). Com isso, a CNAE foi extinta dando lugar ao atual Instituto Nacional de Pesquisas Espaciais (INPE). Em agosto do mesmo ano, 
o GETEPE foi extinto, e suas atividades repassadas também ao INPE.

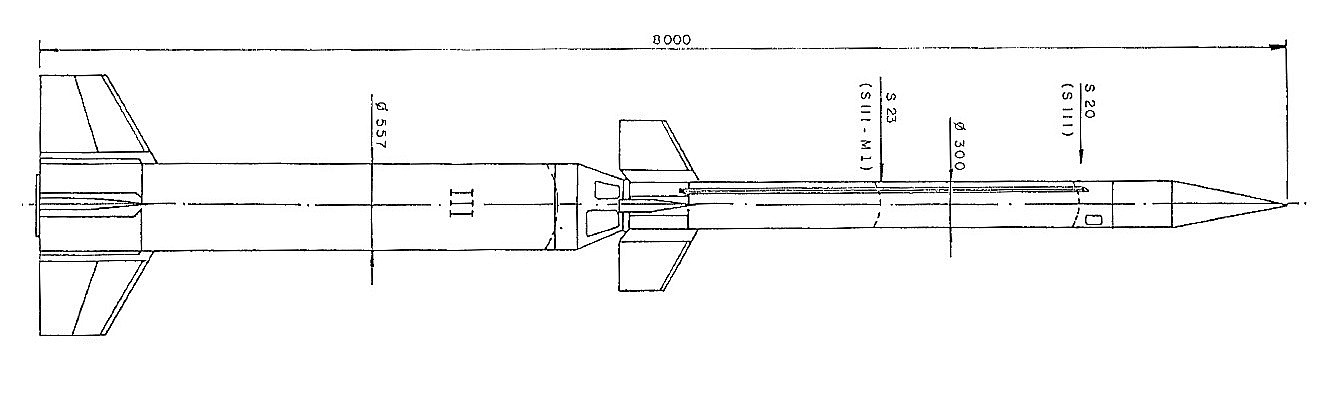
Diagrama com as dimensões de um foguete Sonda III.

Esse veículo foi o primeiro foguete Brasileiro a receber um sistema de instrumentação completa, contando com: um sistema de separação de estágios, um sistema 
de ignição para o segundo estágio, uma carga útil tecnológica para aquisição de dados durante todo o vôo, um sistema de teledestruição, um sistema para controle 
de atitude nos três eixos da carga útil, um sistema de recuperação da carga útil no mar e muitos dispositivos eletrônicos.
Em fevereiro de 1976, foi efetuado o primeiro lançamento do Sonda III. Foram desenvolvidas duas versões para o seu segundo estágio: além da básica com motor S20 (o mesmo do Sonda II) uma outra com o motor S23, cerca de 1 metro mais curto. Além dessas, uma versão com o segundo estágio em material "composite" também foi projetada (seria o Sonda IIIA).

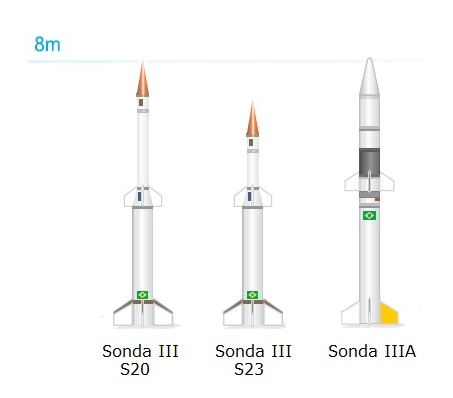
As variantes do foguete Sonda III.

## Legado
Com a reestruturação na condução nas atividades espaciais no Brasil, foi estabelecida uma estratégia mais abrangente. Visando o domínio completo na área espacial, 
desde um Centro de lançamento, passando pelo lançador até chegar ao satélite, e ainda motivado pelo Sucesso do Sonda III, CTA e IAE iniciaram, no segundo 
semestre de 1976, os estudos de viabilidade e de especificações técnicas de um veículo intermediário. Esse veículo era o Sonda IV, cujo desenvolvimento iria 
permitir o domínio de tecnologias críticas, sem as quais não seria possível avançar, de forma consistente, em um programa espacial independente.